# Theodore Sturgeon
Theodore Sturgeon (New York, 26 febbraio 1918 – Eugene, 8 maggio 1985) è stato un autore di fantascienza statunitense.

## Biografia
Nato come Edward Hamilton Waldo, dopo il divorzio dei suoi genitori, all'età di undici anni assunse il cognome del patrigno, William Sturgeon, l'uomo col quale sua madre si era risposata. Dopo aver fatto una miriade di mestieri, all'età di 21 anni Sturgeon si dedicò alla scrittura e vide un suo racconto, Ether Breather, pubblicato nella rivista Astounding. Nella stessa rivista, e in altre come Unknown e Argosy Magazine, furono pubblicati i suoi lavori successivi, principalmente racconti.
Sebbene le numerose riviste del tempo favorissero la scrittura e la pubblicazione di storie brevi o a puntate, la produzione di Sturgeon comprese anche alcuni romanzi, divenuti molto famosi, tra cui spicca Cristalli sognanti, che mette in crisi e in discussione il concetto stesso di ruolo e identità, stravolgendo le percezioni della realtà. Tra la fine degli anni sessanta e gli inizi dei settanta prese parte alla scrittura delle sceneggiature di alcuni episodi della serie televisiva Star Trek, introducendo il concetto di Prima direttiva, ripreso nella produzione seguente. Alcune delle sceneggiature furono effettivamente trasposte in episodi (Shore Leave del 1966 e Amok Time del 1967), mentre altre rimasero sulla carta.
I romanzi e i numerosi racconti fanno includere Sturgeon nella lista dei migliori scrittori dell'Età d'oro della fantascienza, insieme a Robert A. Heinlein, Ray Bradbury, Isaac Asimov, Fredric Brown, Clifford D. Simak, Arthur C. Clarke, Philip K. Dick e A. E. van Vogt.

## La legge di Sturgeon
Nel 1951 Sturgeon coniò la frase oggi nota come "Legge di Sturgeon": "Il novanta per cento della fantascienza è spazzatura, ma in effetti il novanta per cento di tutto è spazzatura". La frase era in origine conosciuta come la "Rivelazione di Sturgeon": Sturgeon stesso disse che la prima versione della legge di Sturgeon era "Niente è sempre assolutamente così" (Nothing is always absolutely so), tuttavia oggi generalmente ci si riferisce alla frase "Il novanta per cento di tutto è spazzatura”, dall’originale Ninety percent of everything is crud (o crap), in cui il termine inglese è più forte.

## Opere
- 1950 - Cristalli sognanti (The Dreaming Jewels o The Synthetic Man), Urania n. 11
- 1953 - Nascita del superuomo (More Than Human), Urania n. 62
- 1956 - The King and Four Queens
- 1956 - I, Libertine - scritto con lo pseudonimo di Frederick R Ewing
- 1958 - I figli di Medusa (The Cosmic Rape), Urania Collezione n. 18
- 1960 - Venere più X (Venus Plus X),  Urania Collezione n. 23
- 1961 - Qualche goccia del tuo sangue (Some of Your Blood), Urania Speciale n. 23
- 1961 - Voyage to the Bottom of the Sea (novellization TV Movie)
- 1963 - Bentornato Ellery (The Player On The Other Side) Gialli Mondadori n. 777 (Pseudonimo : Ellery Queen)
- 1966 - The Rare Breed
- 1981 - The Stars Are the Styx
- 1986 - Godbody ( Godbody ) I Libri Di Atlantide n. 9 Atlantide Edizioni

### Antologie

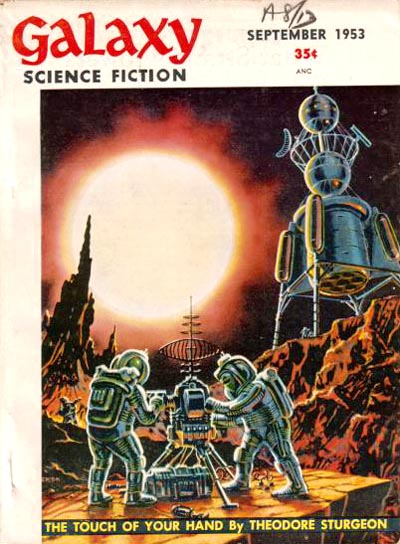

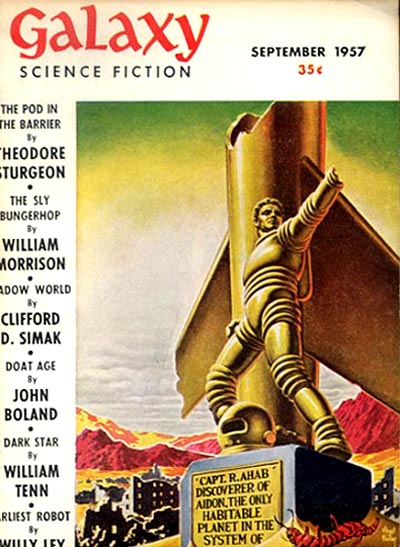

- 1955 - Medusa, e altri dèi (Caviar), Urania n. 1114
- 1955 - Luci e nebbie (A Way Home), Urania n. 1045
- 1964 - Orbite perdute (Sturgeon in Orbit), Urania n. 1014
- 1972 - Non cremate il presidente, Urania n. 586, contenente il racconto Non cremate il presidente (Occam's Scalpel, 1971)
- 1985 - E pluribus unicorn, Fanucci (E Pluribus Unicorn, 1973)
- 1987 - Le mani di Bianca, Fanucci.
- 1988 - Semi di stelle (1941-1956), Urania n. 1071
- 1997 - Un dio in giardino. Il primo libro dei racconti, I Massimi della Fantascienza, Mondadori
- 2004 - Medusa e altre incognite (1941-1956), Urania Millemondi n. 38

## Filmografia
- Out There - serie TV, episodi 1x02-1x07 (1951)

- Tales of Tomorrow - serie TV, episodi 1x01-1x12-1x38 (1951)
- Rod Brown of the Rocket Rangers - serie TV, episodio 1x04 (1953)
- Schlitz Playhouse of Stars - serie TV, episodio 8x07 (1958)
- Gli invasori (The Invaders) - serie TV, episodio 1x11 (1967)
- Star Trek - serie TV, episodi 1x15-2x01 (1966-1967)
- Killdozer, regia di Jerry London - film TV (1974)
- I gialli insoliti di William Irish (Histoires insolites) - serie TV, episodio 1x06 (1974)
- La valle dei dinosauri (Land of the Lost) - serie TV, episodio 2x08 (1975)
- De bien étranges affaires - serie TV, episodi 1x01-1x04 (1982)
- Ai confini della realtà (The Twilight Zone) - serie TV, episodi 1x15-2x01 (1986)